# NGC 6047
NGC 6047 (другие обозначения — MCG 3-41-87, ZWG 108.111, DRCG 34-62, PGC 57033) — эллиптическая галактика (E) в созвездии Геркулес.
Этот объект входит в число перечисленных в оригинальной редакции «Нового общего каталога».